# Vöðlavík
Die Vöðlavík ist eine Bucht in den Ostfjorden Islands.
Hierher führte schon vor 1940 eine Straße. Heute ist das der Vöðlavíkurvegur .
Über ihn und den Helgustaðavegur  gelangt man nach Eskifjörður.
Aus dieser Bucht gab es eine Schiffsverbindung nach Neskaupstaður, bis man die Straße in den Viðfjörður baute und den Seeweg verkürzte.
Heute ist das Gebiet in der Bucht unbewohnt.
Bekannt ist die Bucht in Island durch ein Schiffsunglück.
Im Dezember 1993 strandete ein Fischerboot von den Vestmannaeyjar.
Die Besatzung konnte gerettet werden, aber bei der Bergung des Schiffes im Januar 1994 verunglückte ein Rettungsmann. 